# غراب أحيمر العنق
الغراب أحَيمِر العنق أو الغُراب الأدْرَع (الاسم العلمي: Corvus ruficollis) هو غراب كبير الحجم ينتشر على نطاق واسع في شمال إفريقيا والشرق الأوسط ويستوطن الموائل الجافة الصحراوية.

## الوصف

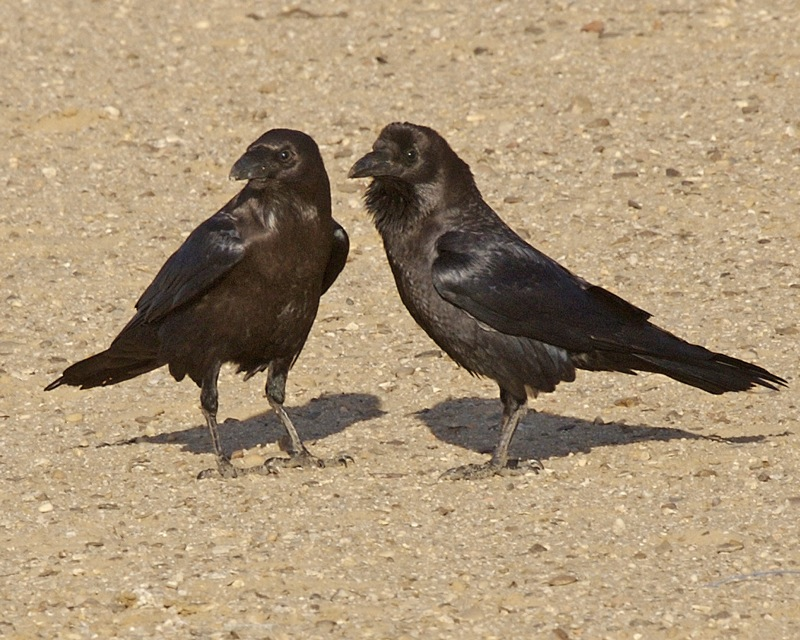

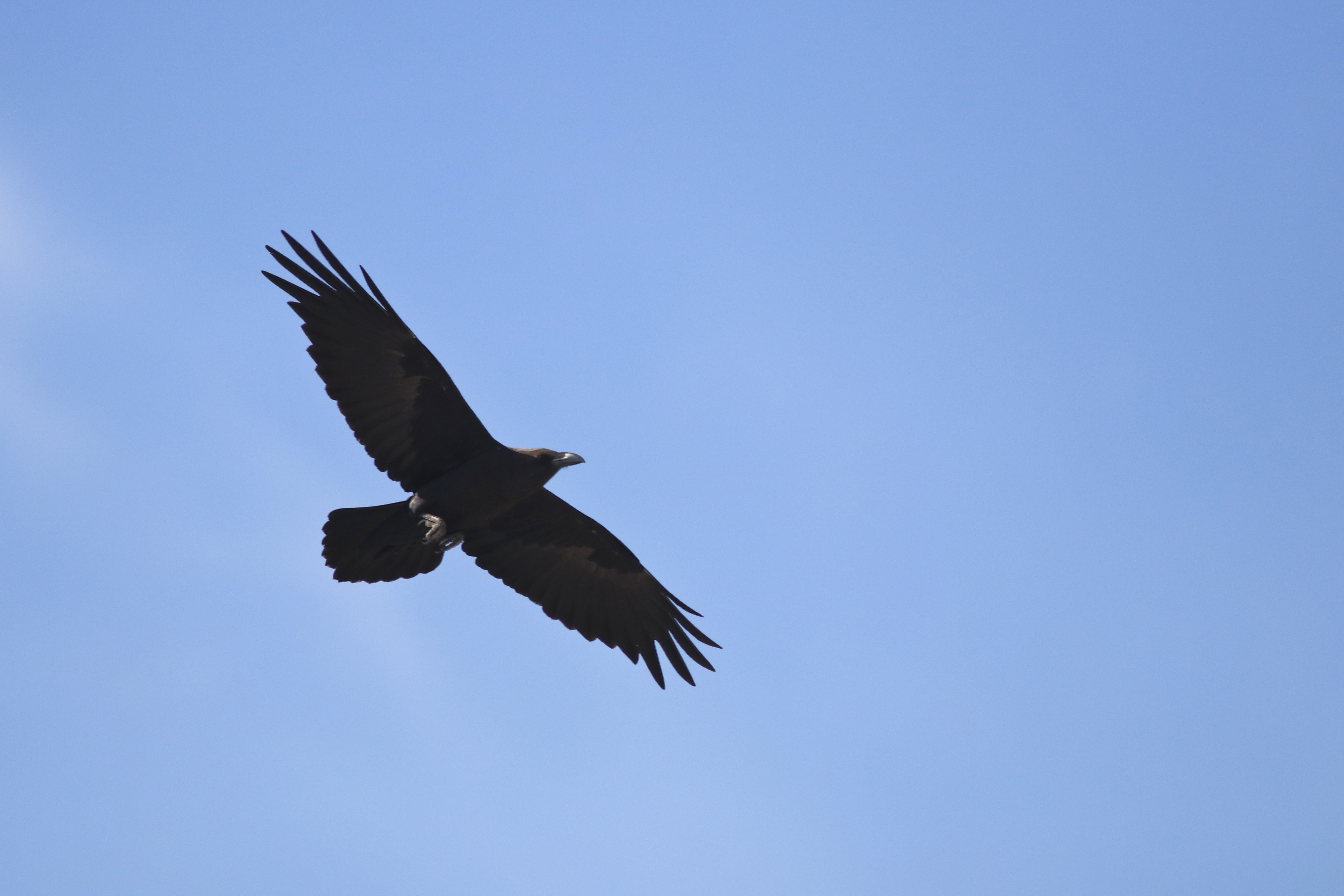
أثناء الطيران

يُعد هذا الغراب كبيرًا في الحجم حيث يُراوح طوله 48 إلى 56 سم وباع جناحيه 103 إلى 120 سم ووزنه من 500 إلى 647 غم. هذا النوع شبيه جدًا بالغراب المألوف غير أنه أصغر منه حجمًا وجناحاه أطول ومُستدقان أكثر والمنقار أنحف وأثناء الطيران يُميله للأسفل، الذيل إسفيني الشكل وفي بعض الطيور قد يبرز ريش وسط الذيل قليلًا، وريش الحلق أقل كثافة. العين بُنية دكناء والساقان والمنقار سود، والكِسوة سوداء وعند الإضائة يظهر لمعان أخضر على القُنَّة والأجزاء العلوية، ولمعان أرجواني لامع على الجزء العلوي من الجناحين والذيل. القفا والرقبة وأعلى الرداء ذات لون بُنيّ ذو لمعان الأرجواني البرونزي غير أنه قد لا يظهر من مسافة بعيدة، والأجزاء السفلية سوداء ساخمة.
نعيب الغراب أحيمر العنق مشابه جدًا لصوت الغراب المألوف غير أن درجته أعلى وهو أكثر خشونة.

## الانتشار والموطن

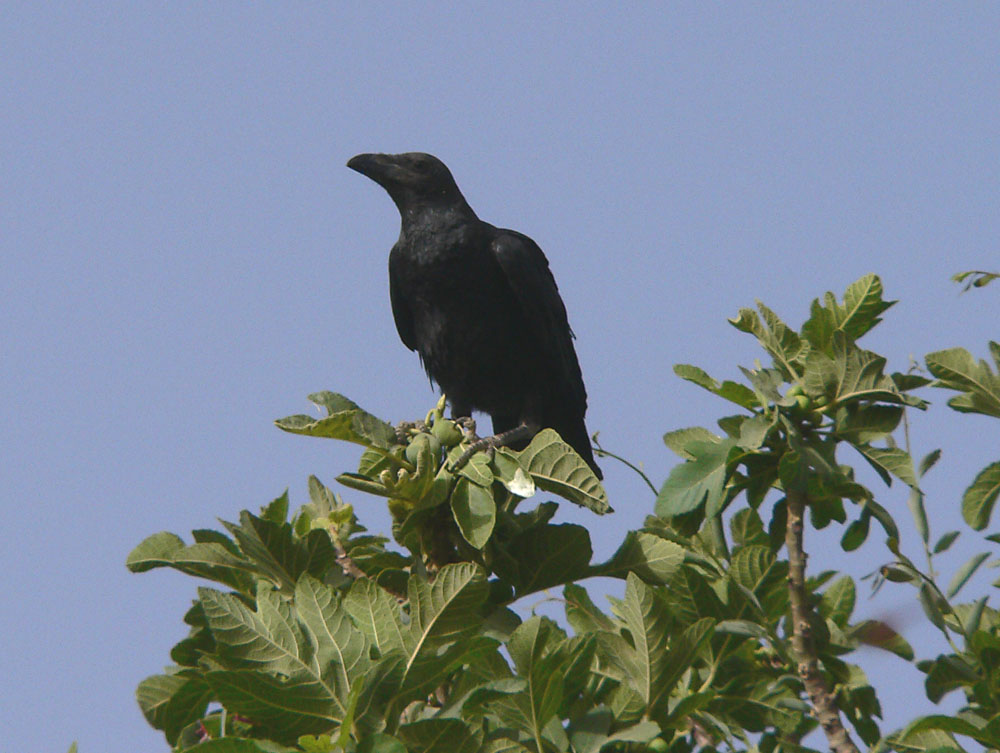

ينتشر الغراب أحيمر العنق انتشارًا واسعًا في شمال إفريقيا جنوبًا حتى منطقة الساحل، وفي شبه الجزيرة العربية، ومن جنوب إيران وباكستان شمالًا إلى غرب بحر قزوين. يستوطن الموائل الصحراوية وشبه الصحراوية وسفوح الجبال بما في ذلك السافانا القاحلة والمناطق الزراعية الجافة والواحات وبساتين النخيل والمناطق ذات الشُجيرات والجنبات الصحراوية مثل الأثل والرمث والشيح، وأحيانًا بالقرب من القُرى النائية والمُخيمات.

## السلوك

### الغذاء
يشتمل النظام الغذائي للغراب الأدرع تشكيلة واسعة من اللافقاريات والفقاريات الأرضية، من الرخويات والجراد والصراصير، والخنافس، واليرقات، والأرضة، والعناكب والقُراد إلى الثعابين الصغيرة والسلاحف والسحالي والطيور والثدييات الصغيرة، ويقتات أيضًا على الجيف ومخلفات الطعام. أظهرت دراسة أُجريت عام 2009 في وادي عربة في فلسطين المحتلة أن هذا النوع يصطاد السحالي تعاونيًا، حيث تسد بعض الطيور المخارج بينما تُمسك الأخرى بالهدف.

### التفريخ
يشبه عش هذا النوع عش الغراب المألوف إلى حدٍ كبير، ويمكن العثور عليه في الأشجار أو على المنحدرات أو في المباني القديمة والمدمرة. عادة ما يتم وضع 4 إلى 5 بيضات وتُحضن لمدة 20 إلى 22 يومًا. عادةً ما تُغا الفراخ العش في اليوم 37 أو 38 ويمكنها الطيران جيدًا في عضون 42 إلى 45 يومًا بعد الفقس.